# Patrimonio cultural valenciano
Se conoce como Patrimonio Cultural Valenciano al conjunto de bienes muebles e inmuebles de valor histórico, artístico, arquitectónico, arqueológico, paleontológico, etnológico, documental, bibliográfico, científico, técnico, o de cualquier otra naturaleza cultural, existentes en el territorio de la Comunidad Valenciana (España) o que, hallándose fuera de él, sean especialmente representativos de la historia y la cultura valenciana. 
También forman parte del patrimonio cultural valenciano, en calidad de bienes inmateriales del patrimonio etnológico, las creaciones, conocimientos y prácticas de la cultura tradicional valenciana. Asimismo, forman parte de dicho patrimonio como bienes inmateriales, las expresiones de las tradiciones del pueblo valenciano en sus manifestaciones, musicales, artísticas, gastronómicas o de ocio, y en especial aquellas que han sido objeto de transmisión oral y las que mantienen y potencian el uso del valenciano. 
Así mismo también son elementos integrantes del patrimonio cultural valenciano los bienes inmateriales de naturaleza tecnológica que constituyan manifestaciones relevantes o hitos de la evolución tecnológica de la Comunidad Valenciana. 
- La protección del P.C.V. y su clasificación, viene recogida en la Ley 4/1998, de 11 de junio, de la Generalidad Valenciana, del Patrimonio Cultural Valenciano.

## Clasificación de los bienes
Los bienes que integran el patrimonio cultural valenciano pueden ser:
- a) Bienes de Interés Cultural Valenciano. Son aquellos que por sus singulares características y relevancia para el patrimonio cultural son objeto de las especiales medidas de protección, divulgación y fomento que se derivan de su declaración como tales.

- b) Bienes inventariados no declarados de interés cultural. Son aquellos que por tener alguno de los valores mencionados en el artículo primero en grado particularmente significativo, aunque sin la relevancia reconocida a los Bienes de Interés Cultural, forman parte del Inventario General del Patrimonio Cultural Valenciano y gozan del régimen de protección y fomento que de dicha inclusión se deriva.

- c) Bienes no inventariados del patrimonio cultural. Son todos los bienes que, conforme al artículo 1.2 de dicha Ley, forman parte del patrimonio cultural valenciano y no están incluidos en ninguna de las dos categorías anteriores.